# Novi Grad (Bosnien und Herzegowina)
Novi Grad (kyrillisch: Нови Град; auch Bosanski Novi) ist eine Gemeinde im Nordwesten von Bosnien und Herzegowina und hatte zur Volkszählung 2013 etwa 29.000 Einwohner. Sie gehört zur Republika Srpska, einer von zwei Entitäten des Landes.
Vor dem Bosnienkrieg wurden Stadt und Gemeinde Bosanski Novi genannt, jedoch wurde das Adjektiv bosanski („bosnisch“) auf Beschluss der Republika Srpska aus allen Ortsnamen entfernt. Auf gesamtstaatlicher Ebene wird der traditionelle Name nach wie vor verwendet.

## Geographie

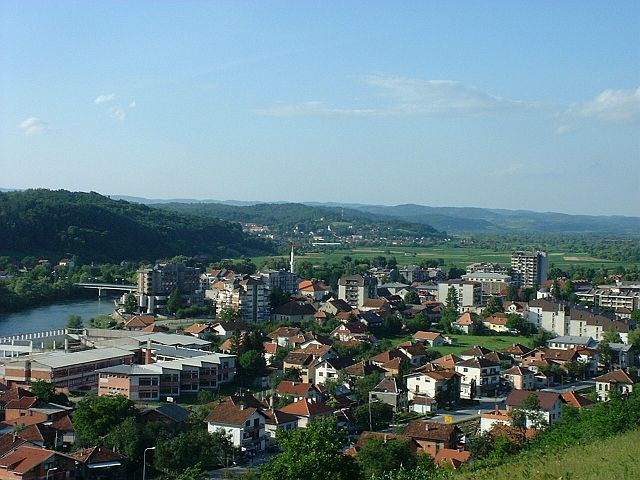
Bosanski Novi

Bosanski Novi befindet sich an der Mündung der Sana in die Una in der Region Banja Luka 320 Kilometer nordwestlich von Sarajevo und 80 Kilometer nordwestlich von Banja Luka. Nachbargemeinden sind Kostajnica und Kozarska Dubica im Norden, Bosanska Krupa und Krupa na Uni im Südwesten sowie Prijedor und Oštra Luka im Osten. Im Nordwesten bildet die Una die Grenze zur kroatischen Nachbargemeinde Dvor na Uni.

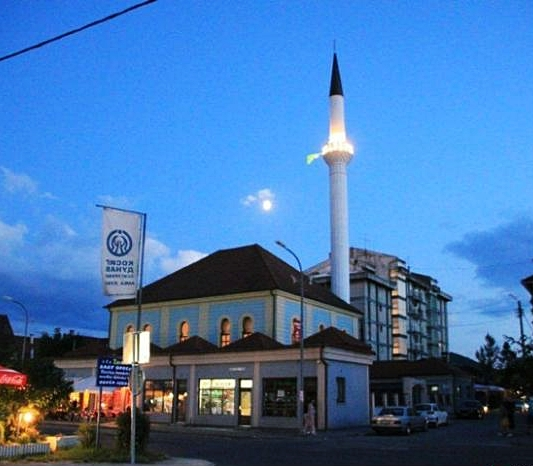
Čaršijska džamija (Stadt Moschee)

Stadt und Gemeinde Bosanski Novi wurden nach dem Krieg in Novi Grad umbenannt. Der Hauptort Novi Grad liegt an der Flussmündung der Sana in die Una. Die Stadtfläche beträgt 470 km².
Zur Gemeinde gehört unter anderem der Ort Lješljani, in dem wegen der dortigen Thermalquellen ein Kurzentrum entsteht.

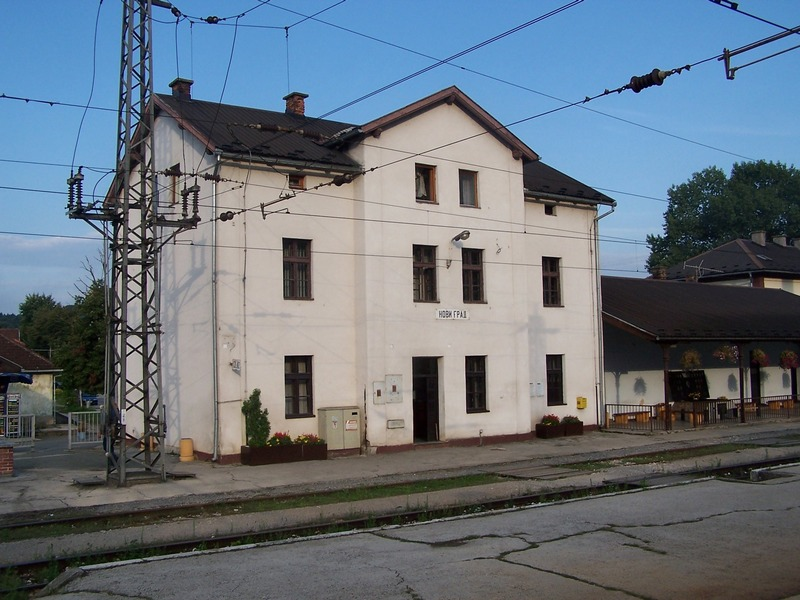
Bahnhof (2011)

## Geschichte
Als Grenzfestung zwischen dem Osmanischen Reich und der Habsburgermonarchie war die Stadt oft umkämpft. So wurde sie etwa im Verlauf des Russisch-Österreichischen Türkenkriegs 1788 durch kaiserliche Truppen belagert und am 3. Oktober unter dem Kommando von Feldmarschall Gideon Ernst Freiherr von Laudon erobert.

## Bosnienkrieg
In Bosanski Novi kam es laut Zeugenaussagen vor dem Internationalen Strafgerichtshof in Den Haag zur Vertreibung und Ermordung der nichtserbischen Zivilbevölkerung durch die Vojska Republike Srpske. Im Zuge der ethnischen Säuberungen wurden Nichtserben in ihrer Bewegungsfreiheit eingeschränkt, von ihren Arbeitsstellen gekündigt, deportiert oder vertrieben. Ebenso wurden nichtserbische Männer dazu aufgerufen, sich in das örtliche Stadion zu begeben, wo sie eingesperrt wurden. Des Weiteren wurden Gebiete durch die VRS bombardiert, in denen sich größtenteils bosniakische Zivilisten befanden.

## Wirtschaft und Infrastruktur
Vor dem Bosnienkrieg war die Stadt wirtschaftlich gut erschlossen: Holzverarbeitung, Textilindustrie, Abbau von Rohstoffen usw. Heute ist der große Teil der damaligen Wirtschaft zerstört, wenige Unternehmen haben überlebt. Vor allem gibt es Unternehmen in der Baubranche und Gastrobetriebe. Einer der wichtigsten Arbeitgeber der Stadt ist die nach dem Krieg gegründete Medikamentenhandelsfirma Interpromet in Novi Grad, weiter sind viele Menschen in der Holzverarbeitung tätig. Nach wie vor ist die Landwirtschaft die wichtigste Stütze der örtlichen Wirtschaft.
In der Innenstadt im ehemaligen Kaufhaus ist das Einkaufszentrum TROPIC fertiggestellt worden, weiter ist ein Kurhotel und Zentrum bei den Thermalquellen Slatina geplant.

### Verkehr
Die Gemeinde ist gut erschlossen durch die Magistralstraßen M 4 (Banja Luka–Novi Grad) und M 14 (Bihać–Novi Grad–Kostajnica) sowie die kroatische Fernstraße 6 über Glina nach Karlovac.
Der Bahnhof von Novi Grad liegt an der Bahnstrecke (Zagreb–) Dobrljin–Banja Luka –Doboj (–Sarajevo), von der hier die Una-Bahn nach Bihać und Knin abzweigt. Nachtzüge verkehren in Richtung Sarajevo und Bihać.

## Bevölkerung
Bevölkerung vor dem Krieg: (Stand Mai 1991)
- Serben: ca. 63 %
- Bosniaken: ca. 35,5 %
- Kroaten: 231 (0,65 %)
- Angehörige anderer Ethnien: 336
- Gesamt: 35.024

Hauptsiedlungsgebiet ist der Zentralort Novi Grad (früher: Bosanski Novi).

## Persönlichkeiten
- Džemal Mustedanagić (* 1955), Fußballspieler
- Milan  Stipić (* 1978), griechisch katholischer Bischof von Križevci
- Bojana Bjeljac (* 1989), kroatische Langstreckenläuferin
- Nermin Crnkić (1992–2023), bosnisch-US-amerikanischer Fußballspieler